# Maggie Gee
Maggie Gee, né le 5 août 1923 à Berkeley et morte le 1er février 2013, est une aviatrice américaine qui sert dans les Women Airforce Service Pilots (WASP) pendant la Seconde Guerre mondiale. Elle est l'une des deux femmes sino-américaines à servir dans l'organisation, l'autre étant Hazel Ying Lee,. En tant que pilote WASP, elle aide les pilotes masculins à s'entraîner au combat, car les femmes pilotes n'étaient pas autorisées à servir au combat à cette époque. Elle convoie également des avions militaires.

## Biographie

### Jeunesse
Maggie Gee nait à Berkeley en Californie, le 5 août 1923, dans une famille de six enfants. Elle est une Américaine d'origine chinoise de troisième génération, ses grands-parents maternels ayant déménagé en Californie depuis un village de Guangzhou. Son grand-père est un pionnier de l'industrie de l'ormeau dans la péninsule de Monterey.

### Formation à Berkeley puis au Texas
En 1941, elle s'inscrit à l'Université de Californie à Berkeley pour étudier la physique, mais abandonne après quelques mois pour travailler dans le département de dessin du chantier naval de Mare Island, après l'entrée des États-Unis dans la Seconde Guerre mondiale. Sa mère Jung An Yoke y travaille également, en tant que soudeuse. Maggie Gee et deux collègues achètent une voiture pour 25 $ et se rendent à Avenger Field à Sweetwater au Texas. Elle apprend par ailleurs à conduire sur le chemin. Là-bas, à l'école d'aviation, elle s'entraîne à piloter pendant six mois pour intégrer le WASP. Elle est l'une des seules sur les 1 074 candidates à réussir, ses deux amies ne sont pas sélectionnées.

### Seconde Guerre mondiale
Après l'école d'aviation, elle est envoyée à Las Vegas où, pendant la Seconde Guerre mondiale, elle convoie des avions militaires,. Elle était d'ailleurs pilote d'essai mais pas dans le sens classique du terme : en effet, elle testait non les nouveaux prototypes mais des avions qui avaient été réparés après un accident. En tant que pilote WASP, elle aide ses homologues masculins à s'entraîner au combat, car les femmes pilotes ne sont pas autorisées à servir au combat à cette époque. Elle servait également de cible vivante afin que les pilotes masculins en formation tirent sur son avion à balles réelles. Cependant, cet exercice a fait peu de victimes : l'on dénombre "seulement" 38 WASP mortes, pour toutes leurs actions en général, sur toute la durée de la guerre. Elle confiera plus tard en 2008 : "Ils semblaient juste traiter les femmes différemment. La plupart des hommes se sont fait tirer dessus avec des caméras, la plupart des femmes se sont fait tirer dessus à balles réelles. Je ne sais pas si quelqu'un a jamais été abattu".

### Après la guerre
Après la guerre, elle revient à l'Université de Californie à Berkeley pour être diplômée en physique. Elle revient dans l'armée où elle travaille en Allemagne de l'Ouest à l'United Service Organizations. Après cette expérience à l'étranger, elle revient à Berkeley où elle travaille au tout nouveau Laboratoire national Lawrence Livermore de l'Université de Californie (il est fondé en 1952). Ce laboratoire développe quatre programmes : d'armes thermonucléaires, de fusion magnétique, de diagnostic d'expérimentations d'armes, et de physique. Elle travaillera avec son compagnon, physicien, dans le domaine de la physique nucléaire.
Maggie Gee sert aussi pendant de nombreuses décennies en tant que membre élu du Comité central démocratique du comté d'Alameda, soutenant l'inscription des électeurs et la collecte de fonds. Elle est également pendant de nombreuses années membre du conseil d'administration et trésorière du Berkeley Democratic Club à Berkeley en Californie. Elle siège au conseil d'administration du parti démocrate de Californie et au caucus démocratique des insulaires du Pacifique asiatique.

## Vie privée
Elle rencontre son mari en faisant du covoiturage pour aller au Laboratoire national Lawrence Livermore de l'Université de Californie. En effet, l'un des covoitureurs est Warren Heckrotte. Il travaille au département de physique de l'Université de Californie à Berkeley où il passe son doctorat. Il rejoint ensuite le laboratoire et se marie avec Maggie Gee. Ils seront en couple pendant plus de 50 ans, jusqu'à la mort de Gee en 2013. Ils travaillent ensemble sur la physique nucléaire. Cependant, ils n'ont jamais vécu ensemble, ni ne se sont mariés car elle était trop indépendante.

## Récompenses et reconnaissance
Un certain nombre de livres, de projets d'histoire orale et de documentaires mentionnent son rôle au WASP. En 2009, un livre est publié sur l'histoire de sa vie intitulé Sky High: The True Story of Maggie Gee, par Marissa Moss. En 2010, elle et les 300 autres pilotes WASP vivantes reçoivent la médaille d'or du Congrès,.
Elle reçoit de nombreux prix et citations du Parti démocrate, dont un prix posthume en mars 2014 du Caucus démocratique de l'Asie-Pacifique du comté d'Alameda.[réf. nécessaire]
Près de 15 000 personnes signent pour que l'aéroport international d'Oakland soit renommé Maggie Gee,,.